# Gocławice
Gocławice – osada w północno-zachodniej Polsce położona w województwie zachodniopomorskim, w powiecie gryfickim, w gminie Karnice.
Według danych pod koniec 2004 roku osada miała 49 mieszkańców.
W latach 1946–1998 miejscowość administracyjnie należała do województwa szczecińskiego.
W miejscowości był przystanek kolejowy Gocławice.